# Blahodatne (Novovolynsk)
Blahodatne (ucraniano: Благода́тне; hasta 2016 Zhovtneve Жовтне́ве) es un asentamiento de tipo urbano de Ucrania, constituido administrativamente como una pedanía de la ciudad de Novovolynsk, en el raión de Volodímir de la óblast de Volinia.
En 2018 la localidad tenía 4714 habitantes.
Se ubica a medio camino entre Novovolynsk e Iványchi, junto a la carretera T0305.

## Historia
Fue fundado por la Unión Soviética en 1953 como un poblado minero, con una economía basada en la minería del carbón. Adoptó estatus de asentamiento de tipo urbano en 1956.
Antes de integrarse en el actual municipio de Novovolynsk en 2020, Blahodatne formaba su propio ayuntamiento urbano que, aunque se enclavaba geográficamente en el raión de Iványchi, no pertenecía a este raión, ya que la vecina ciudad de importancia regional de Novovolynsk ejercía funciones de raión para el asentamiento de Blahodatne.